# 土浦城
土浦城（つちうらじょう）は、茨城県土浦市（常陸国新治郡）にあった日本の城。室町時代に築かれ、江戸時代に段階的に増改築されて形を整えた。幅の広い二重の堀で守る平城である。天守は作られなかった。太鼓櫓門が現存し、東西二か所の櫓が復元されている。土浦は度々水害に遭っているが、その際にも水没することがなく、水に浮かぶ亀の甲羅のように見えたことから亀城（きじょう）の異名を持つ。茨城県指定史跡第1号。

## 概要
平安時代、天慶年間（938年から947年）に平将門が砦を築いたという伝説があるが、文献上確かなのは室町時代の永享年間（1429年から1441年）に常陸守護であった八田知家の後裔で豪族の小田氏に属する若泉（今泉）三郎が築城したのが最初である。戦国時代に入り、永正13年（1516年）、若泉五郎左衛門が城主の時に小田氏の部将・菅谷勝貞によって城は奪われ、一時は信太範貞が城主を務め、後に菅谷勝貞の居城となる。しかし、小田氏は上杉・佐竹勢に徐々に圧迫され、小田氏治は小田城を逃れて土浦城に入った。その後、度々小田城を奪回するが、永禄12年（1569年）の手這坂の戦いで真壁軍に大敗して勢力を失い、元亀元年（1570年）以降は佐竹氏の攻撃を直接受けるようになり、菅谷政貞・範政親子も主君小田氏を補佐したが、天正13年（1583年）に小田氏治は佐竹氏の軍門に降る。天正18年（1590年）、豊臣秀吉の小田原征伐の際に菅谷範政は後北条氏と結んだため佐竹氏や徳川家康の軍勢に攻められ、主君小田氏とともに滅亡した。
関東に入った徳川家康は、土浦を次男で結城氏に養子入りした結城秀康に与え、土浦城を領内の支城とする。秀康が越前国北ノ庄に移ると、藤井松平家の松平信一が3万5千石で入封した。その後、松平信吉の代に5千石の加増を受ける。元和3年（1617年）、信吉が上野国高崎に転封となって西尾忠永が2万石で入封した。以後、城主は西尾家・朽木家と代わり、寛文9年（1669年）には土屋数直が4万5千石で入封した。土屋家は、天和2年（1682年）に政直のときにに駿河国田中に移ったが、代わって城主となった大河内松平家の松平信興が5年後の貞享4年（1687年）に大坂城代に転ずると、土屋政直が再び6万5千石で入封した。その後、3度の加増を受けて9万5千石となり、常陸国では水戸藩に次いで大きな領地を支配し、以後土屋家が11代（約200年間）にわたって世襲して明治維新に至った。

## 歴史・沿革

### 室町時代以前
平安時代、天慶年間（938年から947年）に平将門が砦を築いたという伝説があるが、文献上は確かではない。

### 室町時代から安土桃山時代
文献上確かなのは室町時代、永享年間（1429年から1441年）に常陸守護、八田知家の後裔、豪族の小田氏に属する若泉三郎が築いたのが初めてである。永正13年（1516年）に小田氏の部将・菅谷勝貞が若泉五郎右衛門を滅ぼし、その家臣（菅谷某または信太範貞）が城に入った。その後、菅谷氏が勝貞、政貞、範政の三代にわたって土浦城を守った。戦国時代に佐竹氏が勢力を広げると、佐竹によって本拠の小田城を追われた小田守治が入城した。
戦国時代が終わると、土浦は結城城の結城秀康のものになり、小田氏はその家臣になった。代わって多賀谷政広が城代を務める。慶長6年（1601年）に秀康が越前国に転封になると、藤井松平氏の松平信一が土浦城に入った。信一と子の信吉が、現在の城のおよその形を作ったと考えられている。
昭和61年（1986年）の発掘調査で、戦国時代に本丸で大きな火災があったことが判明した。対応する文献が発見されていないので時期や原因を知ることは今のところできない。

### 江戸時代
元和3年（1617年）に松平信吉が上野国の高崎に転じると、土浦には西尾忠永が入った。忠永の子忠照は元和6年（1620年）から7年かけて西櫓と東櫓を作らせ、元和8年（1622年）には本丸の正門を櫓門に改めた。これにより本丸は水堀と柵つきの土塁、三つの櫓で守られるようになった。
慶安2年（1649年）に西尾忠照は駿河国の田中に移った。かわって朽木稙綱が城主となり、明暦2年（1656年）に櫓門を現在ある形の太鼓櫓門に改築した。万治元年（1658年）には英庫と焔硝倉を建造した。万治元年には搦め手門と外記門を瓦葺きにした。朽木種昌の代において、土塁上の塀をすべて瓦葺に改めた。
寛文9年（1669年）に土屋数直が入った。土屋家は元来武田家の家臣で、武田家の滅亡後家康に仕え、数直の代に大名になった。後述の松平信興の時代を除いて、これ以後江戸時代を通じて土浦城の主は土屋家であった。延宝6年（1678年）に二の丸に米倉が建てられた。
松平信興時代の貞享2年（1684年）には大改修が実施され、松平家臣・山本菅助（4代、晴方）が奉行を務めた。菅助晴方は戦国期の甲斐武田家の家臣山本菅助（勘助）の子孫で、大手口・搦手口は武田流の築城術により普請している。
天和2年（1682年）から貞享4年（1687年）までは、松平信興が城主であった。信興は貞享2年（1685年）に兵庫口と不破口を作り、門を建てた。また、本丸の霞門を改築し、翌年にかけて水戸口の虎口を改良して二重丸馬出虎口とした。

### 近現代

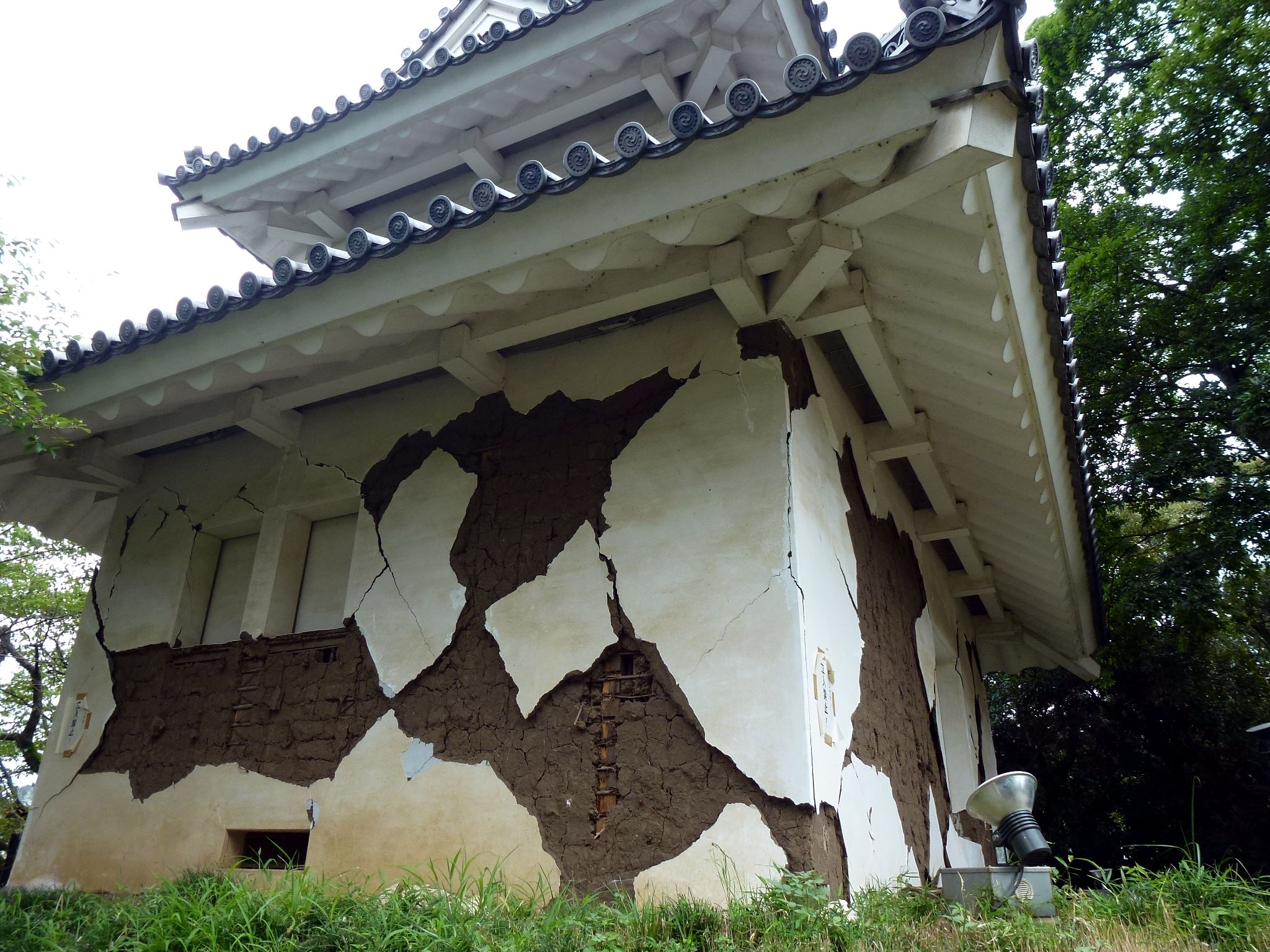
東北地方太平洋沖地震で破損した西櫓

廃藩置県の2年後、1873年（明治6年）1月に、太政官符令第84号で土浦城は廃止された。本丸御殿は新治県の県庁、後に新治郡の郡役所として使われた。本丸の他の建造物もほとんど残されたが、土塁上の塀は取り壊された。二の丸以下の建物は外丸御殿を除いて取り壊され、堀が埋められた。
1884年（明治17年）に火災で本丸御殿が失われた。このとき損傷した本丸東櫓と鐘楼が撤去された。11月に郡役所の建物が御殿跡に建てられた。1899年（明治32年）に本丸と二の丸南側が亀城公園になった。
1949年（昭和24年）、キティ台風の被害を受けた西櫓は、1950年（昭和25年）、復元するという条件つきで解体された。解体時の復元予定は長く実現しなかったが、1992年（平成4年）に保管されていた部材を用いて復元された。
1998年（平成10年）には東櫓が土浦市立博物館の付属展示館として復元された。
2011年（平成23年）3月11日に発生した東北地方太平洋沖地震（東日本大震災）の影響を受け、太鼓櫓門、東櫓、西櫓とすべての建造物が破損した。とくに東櫓、西櫓は白壁の欠落など大きく破損し、東櫓展示館も閉館を余儀なくされた。
2012年（平成24年）6月22日までに、櫓門、東櫓、西櫓、土塀などの修復工事が終了。同30日から順次、一般公開が再開された。
2017年（平成29年）4月6日、続日本100名城（113番）に選定された。

## 城主一覧
- 若泉三郎（永享年間 - 不明）

（この間不明）
- 若泉五郎右衛門（不明 - 永正13年）
- 菅谷某、あるいは信太範貞（永正13年 - 不明）

（この間不明）
- 菅谷勝貞（不明）
- 菅谷政貞（不明）
- 菅谷範政（不明）
- 結城秀康（天正18年 - 慶長6年）[2]
- 松平信一（慶長6年 - 慶長9年）
- 松平信吉（慶長9年 - 元和3年）
- 西尾忠永（元和3年 - 元和6年）
- 西尾忠照（元和6年 - 慶安2年）
- 朽木稙綱（慶安2年 - 寛文元年）
- 朽木種昌（寛文元年 - 寛文9年）
- 土屋数直（寛文9年 - 延宝7年）
- 土屋政直（延宝7年 - 天和2年）
- 松平信興（天和2年 - 貞享4年）
- 土屋政直（貞享4年 - 享保4年）
- 土屋陳直（享保4年 - 享保19年）
- 土屋篤直（享保19年 - 安永5年）
- 土屋寿直（安永5年 - 安永6年）
- 土屋泰直（安永6年 - 寛政2年）
- 土屋英直（寛政2年 - 享和5年）
- 土屋寛直（享和5年 - 文化8年）
- 土屋彦直（文化8年 - 天保9年）
- 土屋寅直（天保9年 - 慶応4年）
- 土屋挙直（慶応4年 - 明治2年）

## 構造

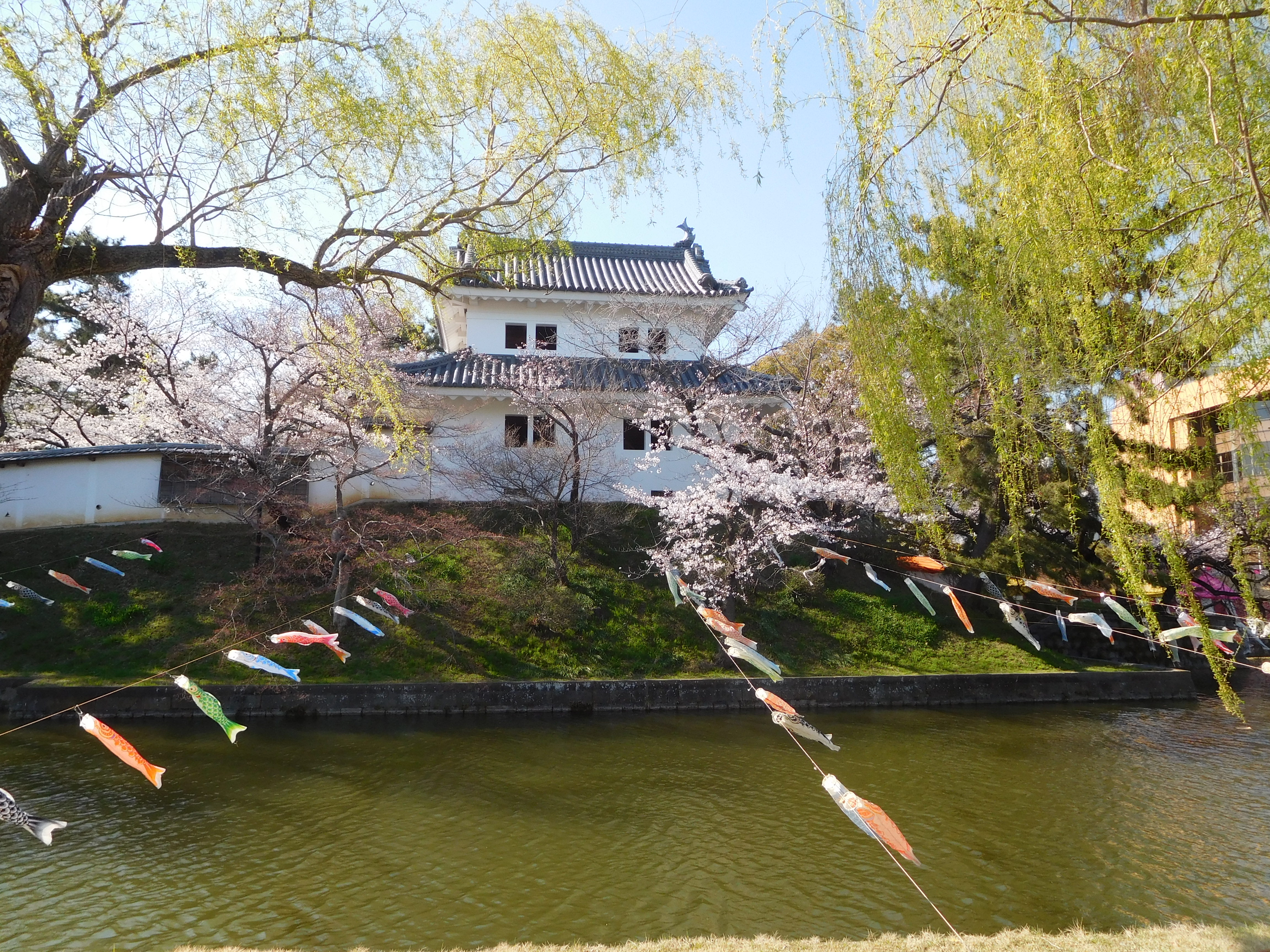
再建東櫓

江戸時代に完成した土浦城は、霞ヶ浦近くの低地に位置し、水を何重にもめぐらせた平城である。

### 本丸
本丸はやや東西に長い長方形である。周囲に水をたたえた堀をめぐらせ、堀に接する内側に土塁をめぐらせ、土塁の上に塀を建てた。出入りには南に二階建ての太鼓櫓門、北東に霞門を設けた。東西に櫓を築いた。土塁上部までの規模は約95メートル×約55メートル、土塁敷まで含めた規模は101メートル×64メートル、水堀まで含めると約118メートル×82メートルである。ただし、かつて防衛のため屈曲していた堀・土塁線は現在では直線となっている。
江戸時代には、本丸御殿、西櫓、東櫓、櫓門、霞門、鐘楼等の施設があった。現在も存在する建造物は、櫓門（県指定文化財）と霞門（市指定文化財）があり、茨城県で唯一、江戸時代からの現存建物遺構の存在する城となっている。櫓門は、かつてハトのフンが屋根に積もりすぎて、傾いていたという変わった経歴をもつ。また、西櫓、東櫓が復元されている。
明治に入り、本丸御殿は郡役所として使用されていたが、火災により消失。その後も本丸は郡役所の敷地として使われていたが、1926年（昭和元年）に郡役所が廃止となり、1932年（昭和7年）に建物を移築した。移築後、本丸は整地されて広場になった。

### 二の丸

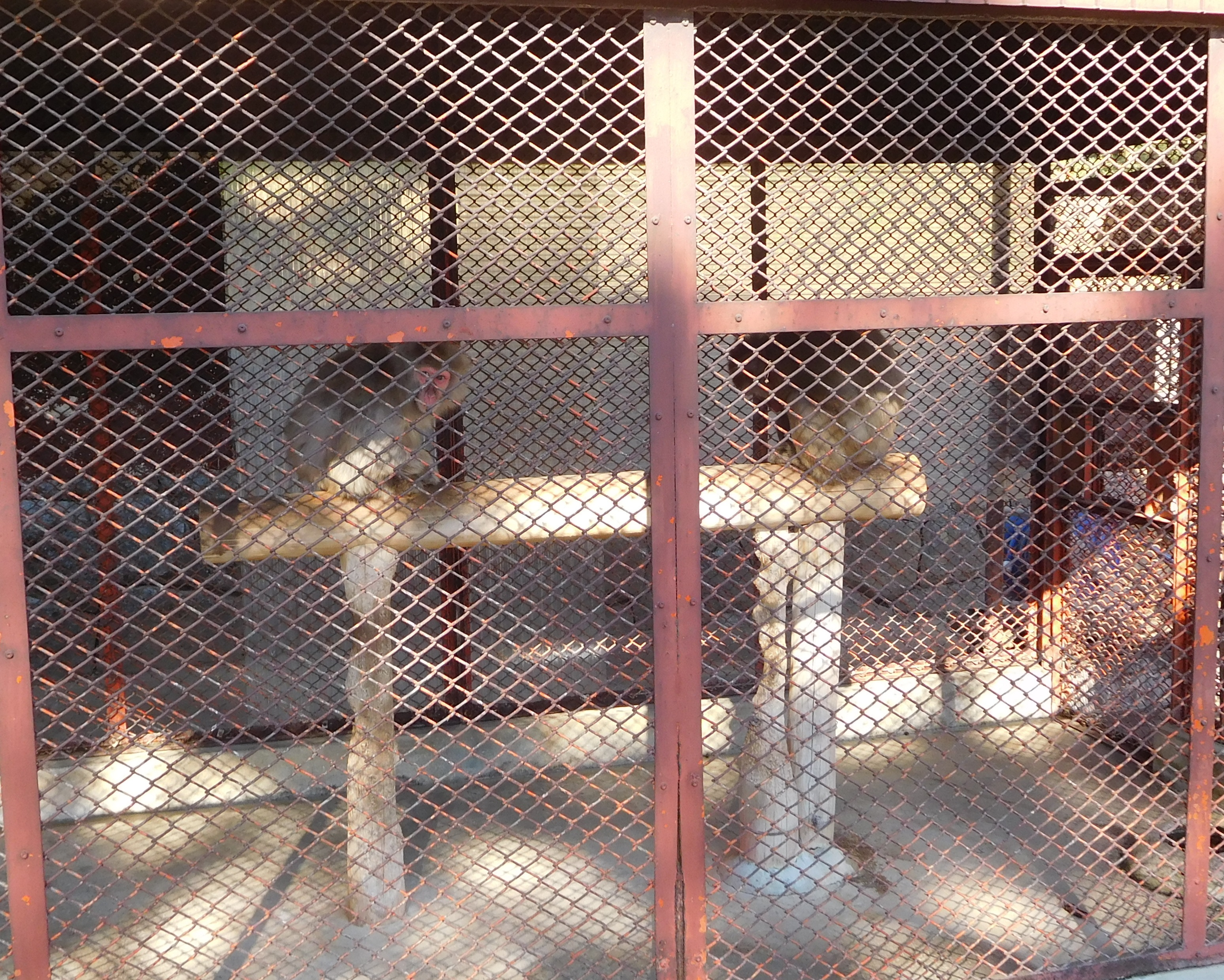
ミニ動物園

東南側には米蔵や厩、南西側には仕切門や馬場、北西側には兵庫門や武具蔵、北東側の亀井郭には長屋や楯蔵、稲荷などがあった。明治維新後に、これらの建物は取壊しや払下げにより姿を消した。
東南側、南西側は1899年（明治32年）に亀城公園となり、北西側には憲兵隊土浦支所とその馬屋が建った。戦後憲兵隊土浦支所には、土浦市郷土資料館が入り、1988年（昭和63年）には土浦市立博物館が建てられた。二ノ門があったところには、旧前川口門が移築されている。二の丸土浦市立博物館の敷地との間に堀があるが、これは後に作られたもので、江戸時代には存在しなかった。
西側の本丸寄りにはミニ動物園として、2匹の日本猿（オスのリョウタとメスのスミレ）が飼われている。

### 三の丸
本丸の北西側の郭が三の丸で、乾郭とも呼ばれた。炎硝蔵が設置された時期もあるが、空間地として利用が主であった。国道や都市計画道路の整備により、往時の地形をほとんど留めていない。

### 外丸
巽郭の一部で、17世紀後半に造られた。外丸御殿が置かれ、明治維新後は新治郡裁判所として使われた。1905年（明治38年）に放火によって外丸御殿は焼失し、その他はすべて廃城のときに取り壊されてなくなり、往時をしのばせるものはない。現在は、水戸地方裁判所土浦支部となっている。
なお、外丸前の道は、市の歴史の小径整備事業によって、修景整備及び「外丸通り」の命名がされている。

### その他
藩校郁文館の正門が土浦市立土浦第一中学校に現存している。他に移築現存するものは、すべて個人所有であるが、つくば市妻木には（伝）奥御殿赤門が、土浦市上坂田には（伝）西門の一部が、土浦市木田余にはどこの城門か明らかではないが高麗門形式の門が現存している。

## ギャラリー

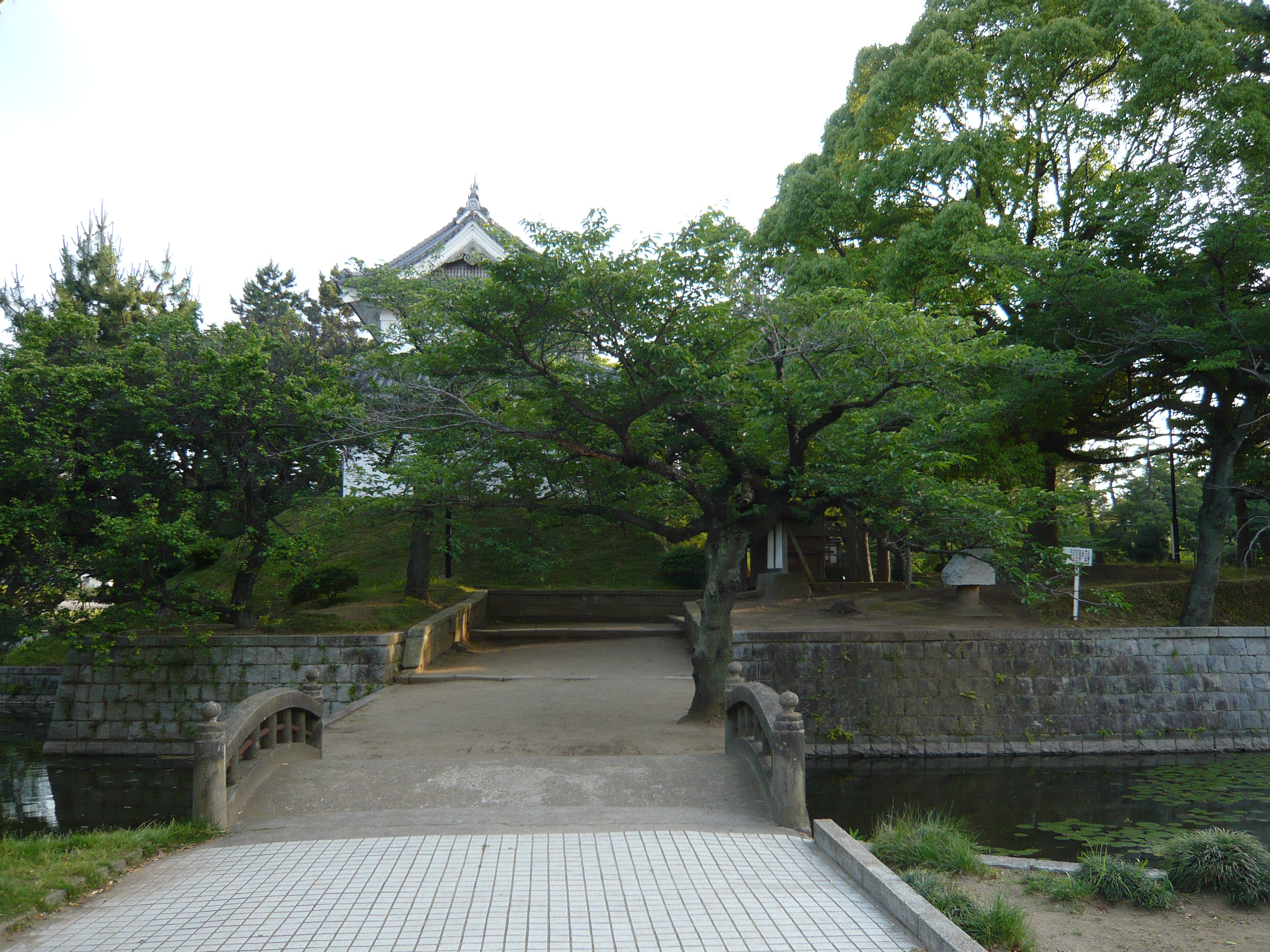
土浦城 01
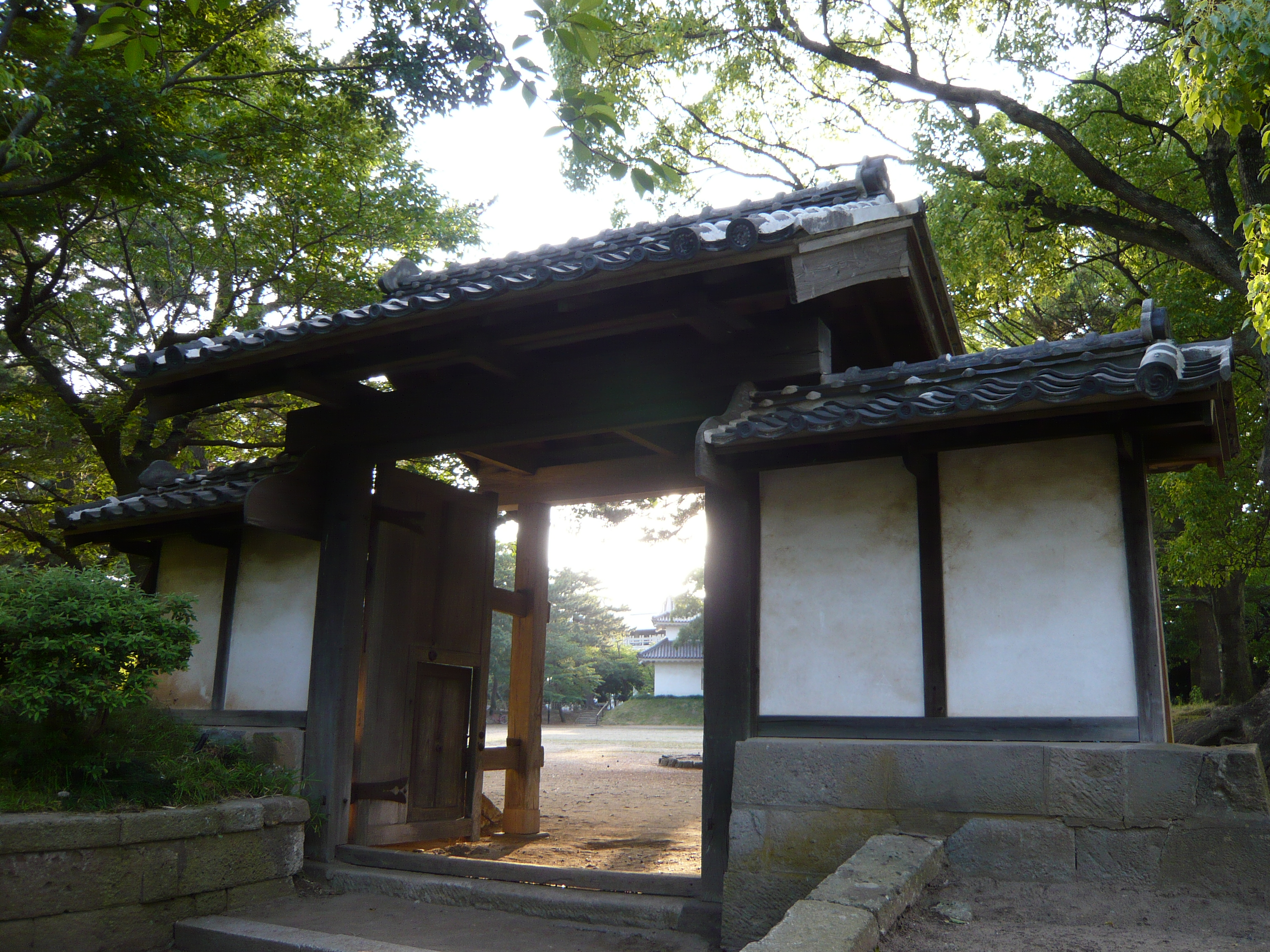
土浦城 02
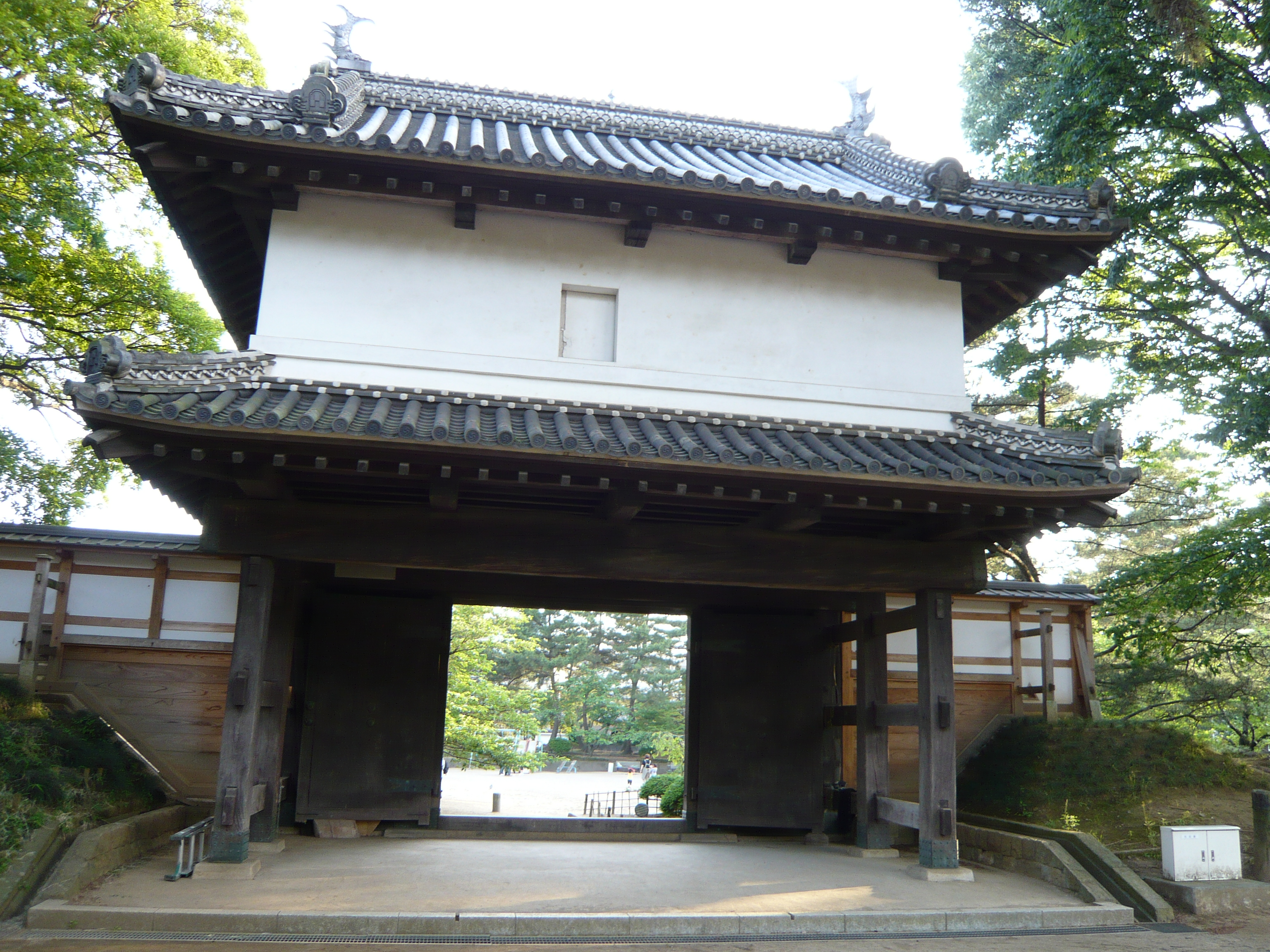
土浦城 03
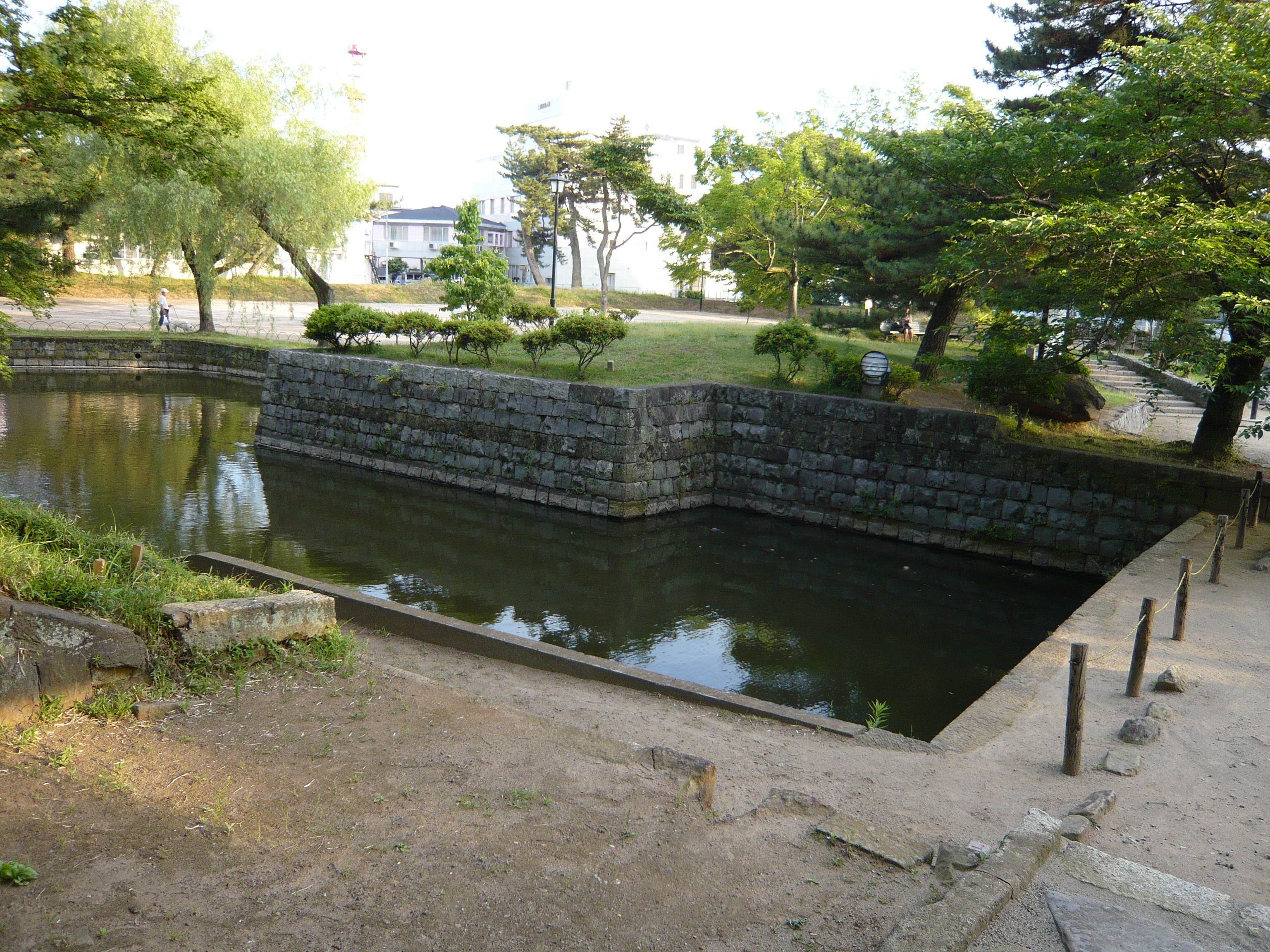
土浦城 04
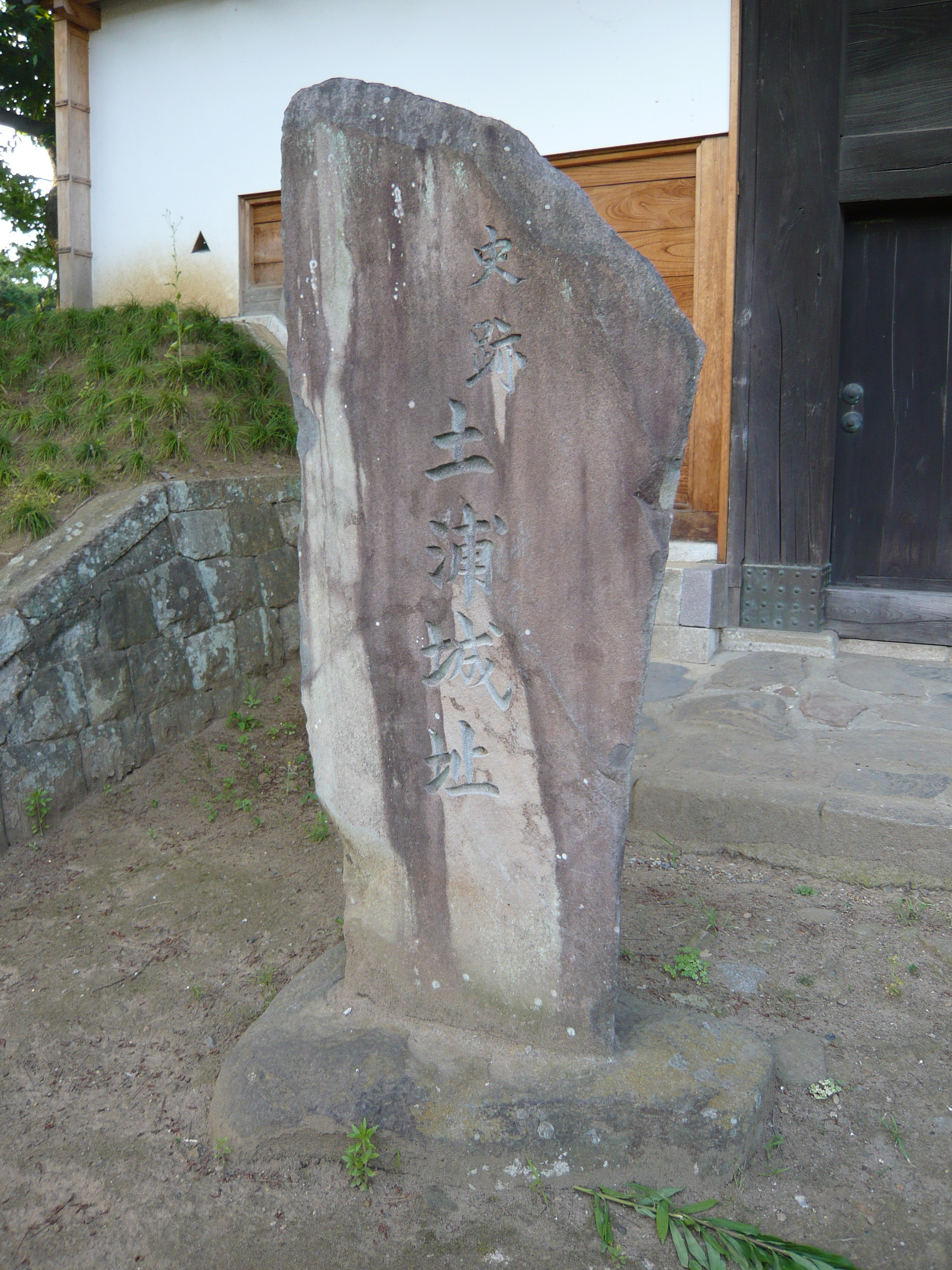
土浦城 05
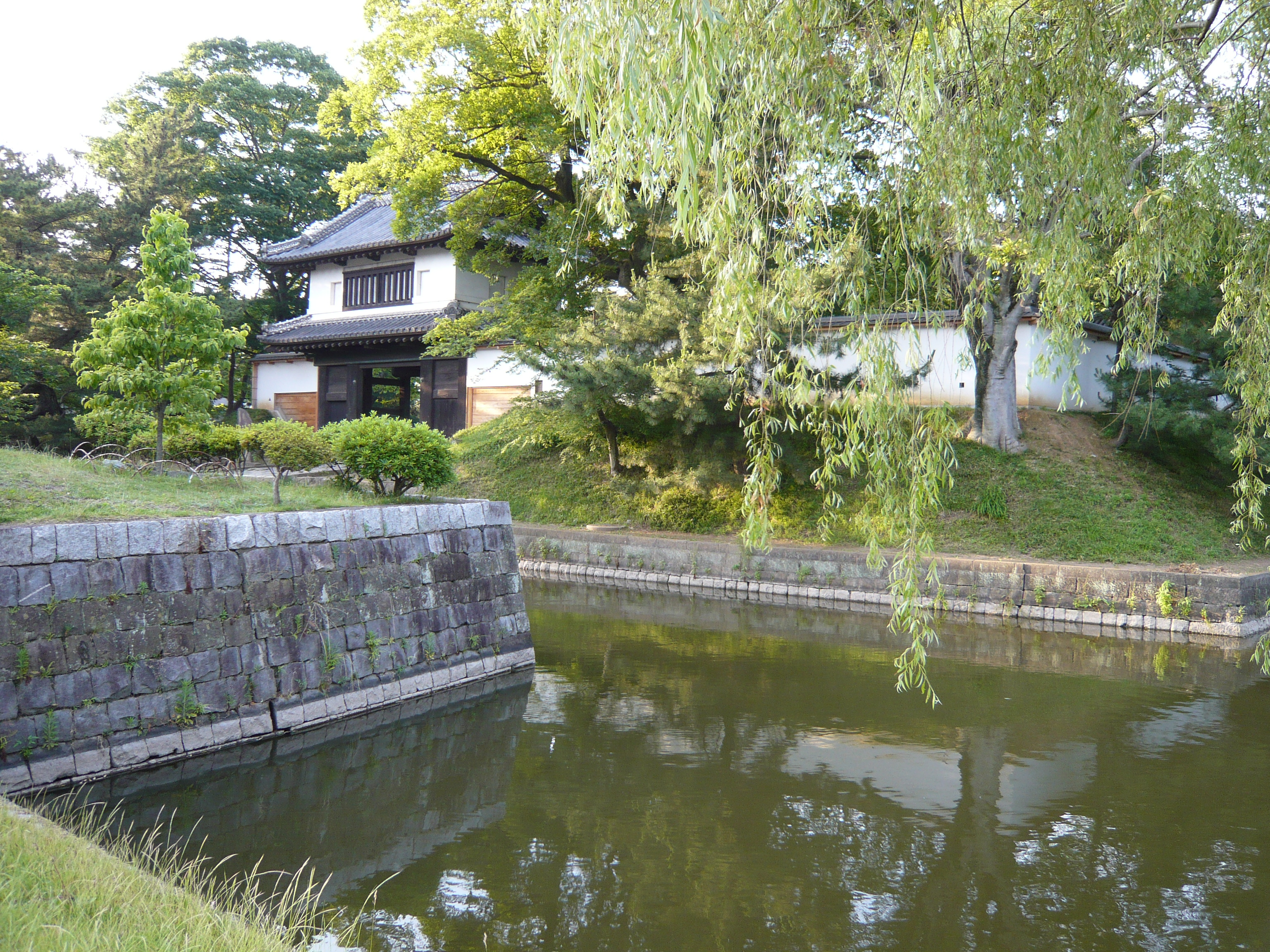
土浦城 06
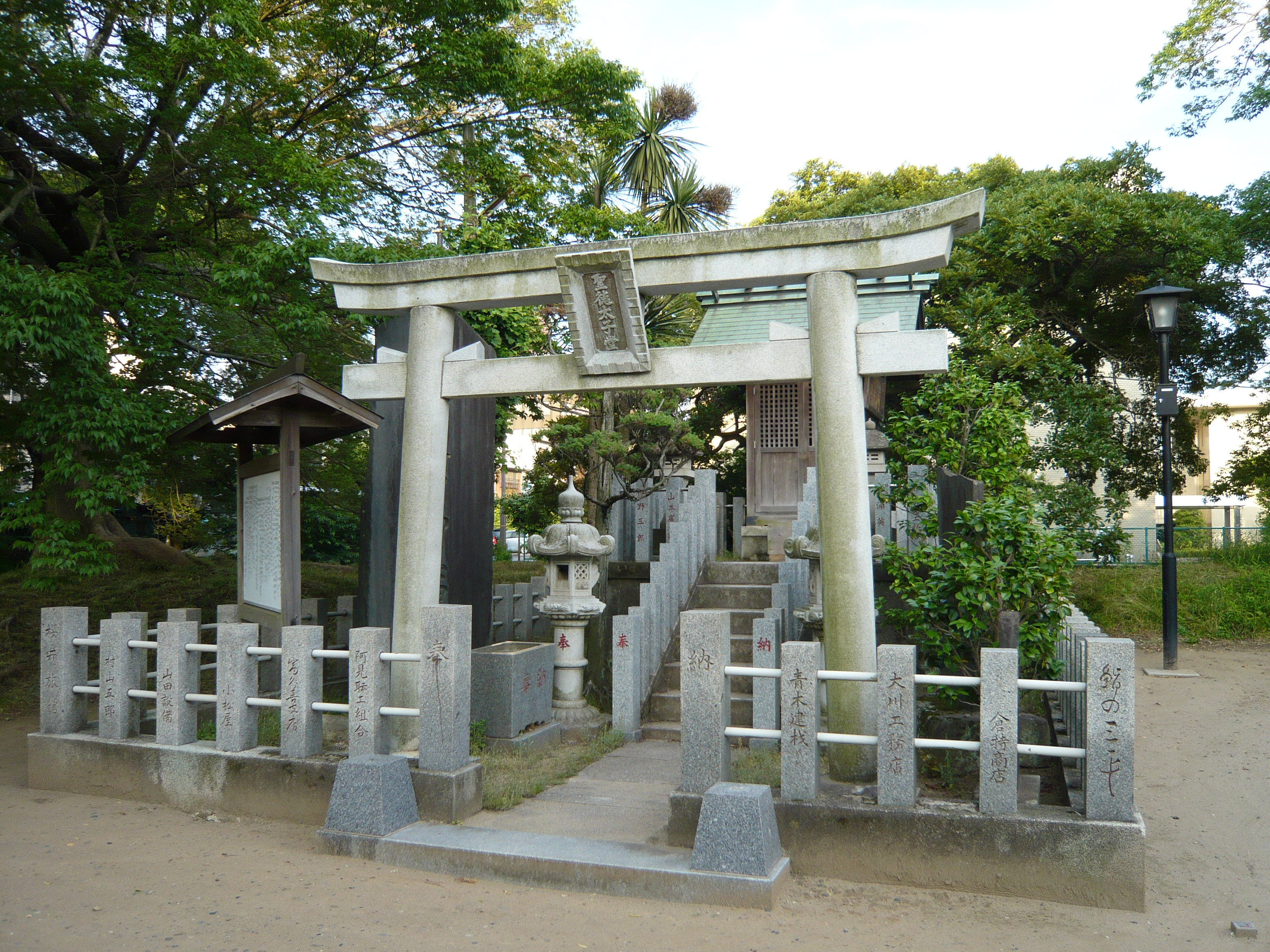
土浦城 07
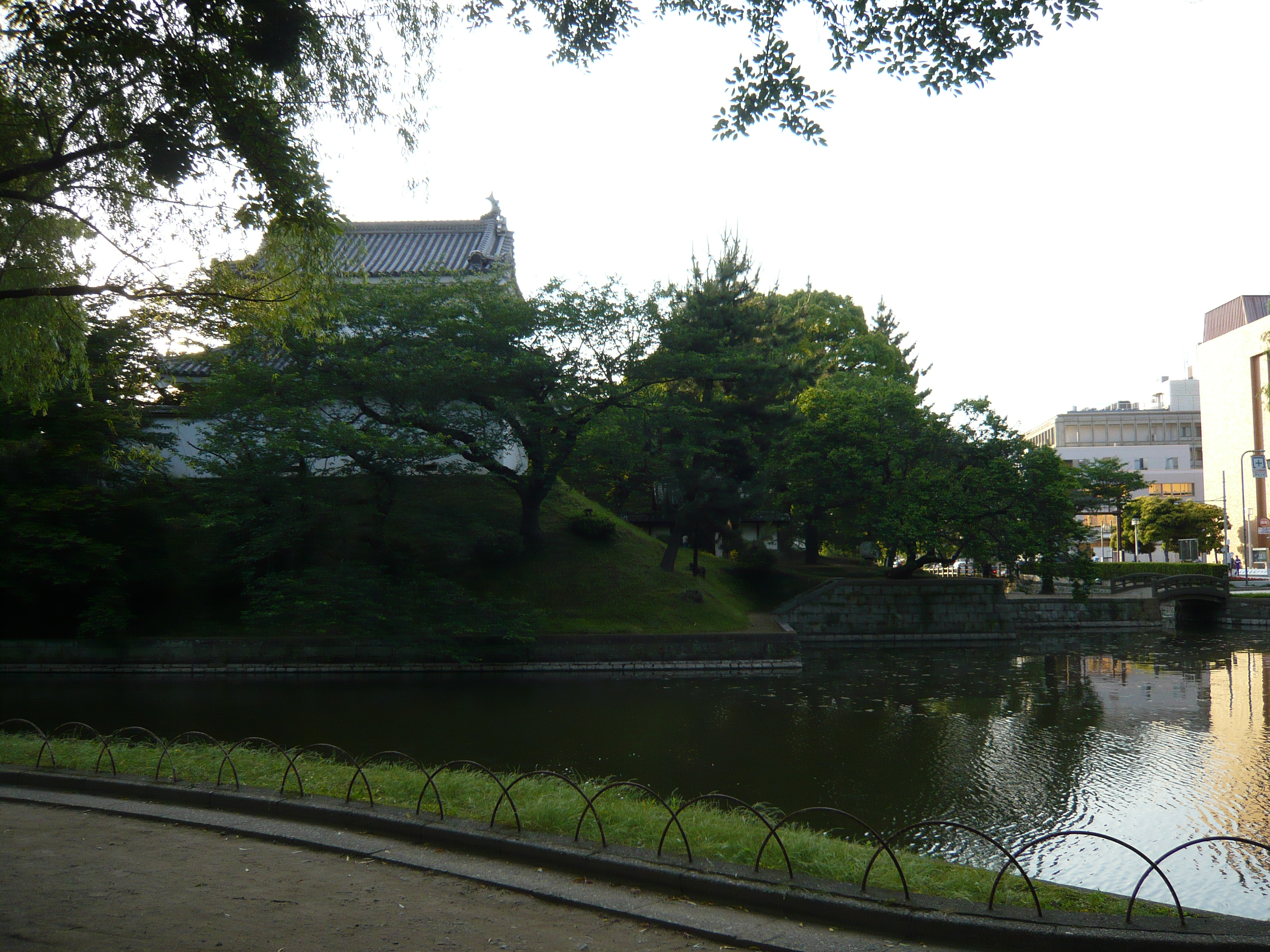
土浦城 08
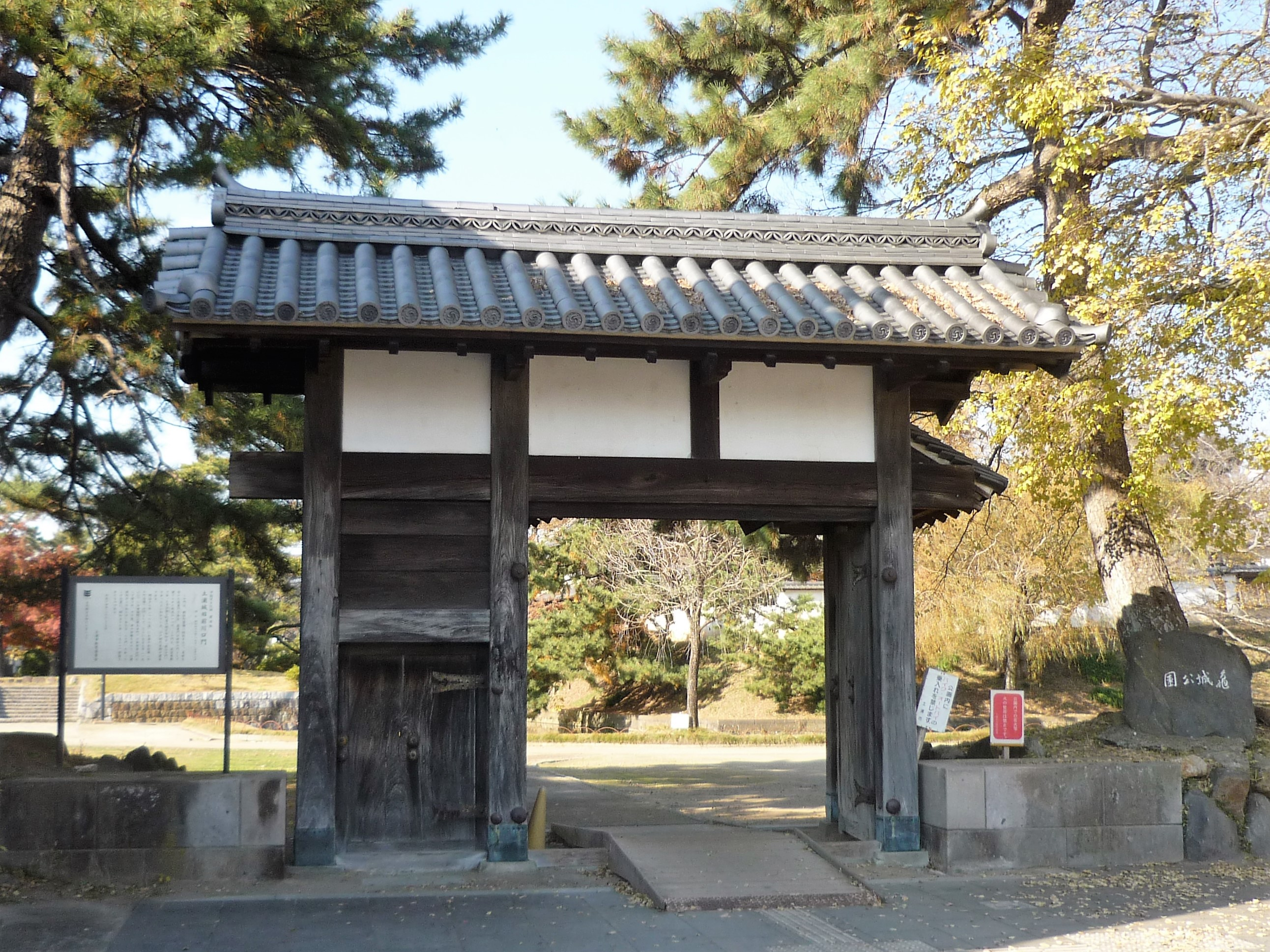
旧前川口門

## 交通アクセス
- 東日本旅客鉄道（JR東日本）常磐線土浦駅西口（亀城公園口）より徒歩15分、もしくはバスで亀城公園前停留所下車。